# موسی ترائوره
موسی ترائوره (انگلیسی: Moussa Traoré؛ زادهٔ ۲۵ سپتامبر ۱۹۳۶ – درگذشته ۱۵ سپتامبر ۲۰۲۰) یک نظامی و سیاست‌مدار اهل مالی بود. وی از ۱۹ نوامبر ۱۹۶۸ تا ۲۶ مارس ۱۹۹۱ رئیس‌جمهور این کشور بود.
موسی ترائوره در ۱۵ سپتامبر ۲۰۲۰، در سن ۸۳ سالگی درگذشت.